# Heimatverein Vreden
Der Heimat- und Altertumsverein der Vredener Lande e. V. (kurz: Heimatverein Vreden) ist ein Heimat- und Geschichtsverein aus Vreden im Westmünsterland. Der Heimatverein Vreden wurde 1926 gegründet und hat ca. 720 Mitglieder (Stand: Januar 2024).
Aus der Sammlung des Heimatvereins Vreden gingen das Hamaland-Museum, das 2017 in das kult Westmünsterland überführt wurde, und das Bauernhaus-Museum Vreden hervor.
Im Eigenverlag erscheint seit 1973 die Schriftenreihe „Beiträge des Heimatvereins Vreden zur Landes- und Volkskunde“, die mit inzwischen mehr als 100 Bänden die Geschichte des westlichen Münsterlands sowie der angrenzenden Region Achterhoek in den Niederlanden aufarbeitet.

## Geschichte des Heimatvereins

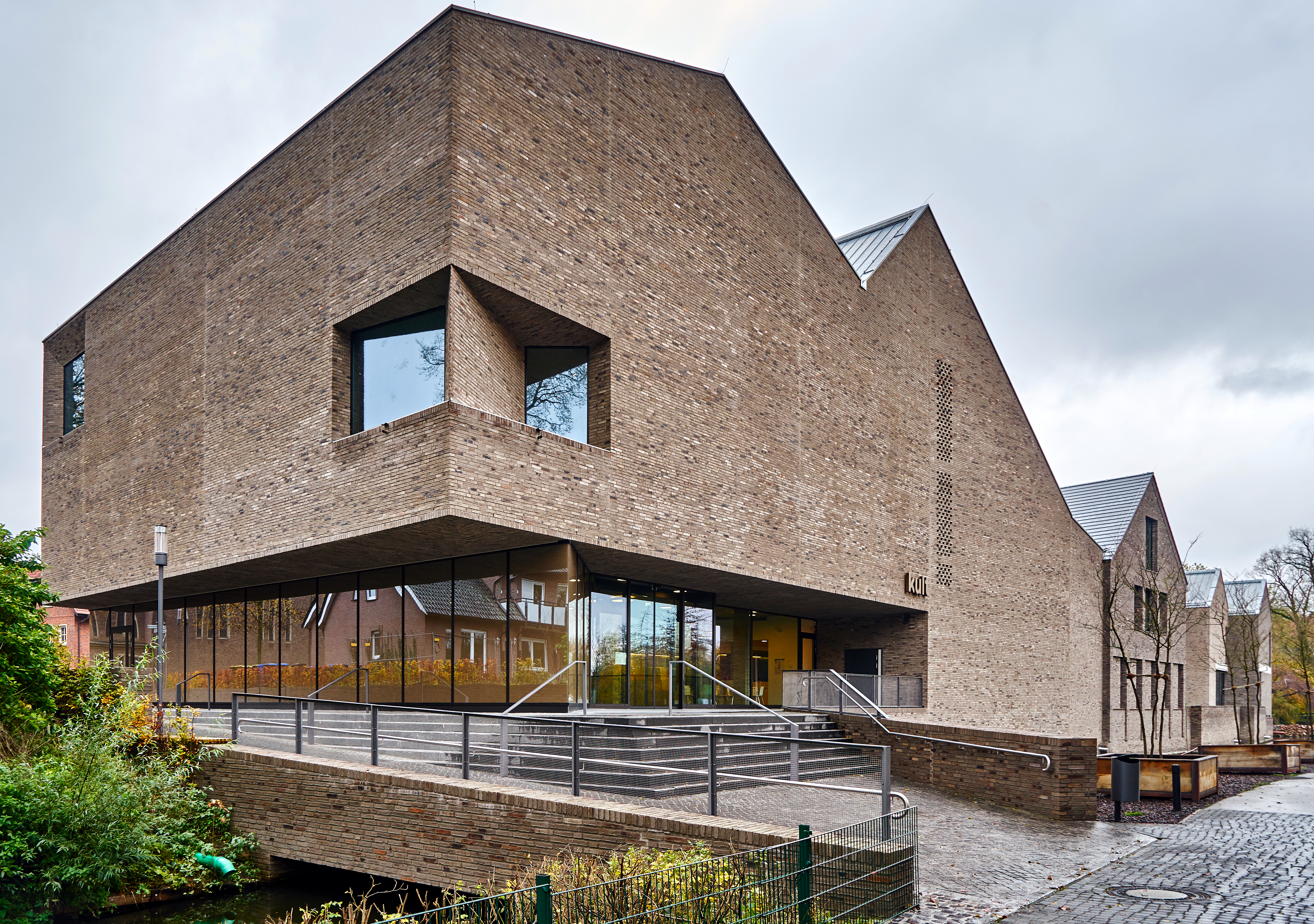
kult Westmünsterland

Die Ursprünge des Heimatvereins Vreden liegen in einem Kreis von Studenten, die 1925 eine Heimatausstellung samt Festumzug planten. Auch ein Heimatmuseum wurde bereits früh angestrebt. Im Jahre 1926 kam es dann zur formellen Gründung des Heimat- und Altertumsvereins der Vredener Lande. Etwa zeitgleich wurde mit dem Aufbau einer Sammlung begonnen, die jedoch im März 1945 bei Bombenangriffen auf die Stadt Vreden zerstört wurde. Ab 1938 stand dem Heimatverein ein Gebäude für die Ausstellung der Sammlung zur Verfügung. 1952 konnte erneut eine feste Dauerausstellung präsentiert werden, aus der 1974 das Hamaland-Museum wurde.
Etwa zeitgleich mit der Eröffnung des Hamaland-Museums startete die Schriftenreihe „Beiträge des Heimatvereins Vreden zur Landes- und Heimatkunde“ (BHV), in der seither über 100 Veröffentlichungen erschienen sind.
Im Laufe der Jahre wurden verschiedene Arbeitsgruppen gegründet, die sich an den Interessen der Mitglieder zu orientieren. Manche Aktivitäten, wie die Kunderdanz-Gruppe, mussten aufgrund des voranschreitenden Alters der Mitglieder aufgegeben werden. Durch neue Gruppen wie Sondengänger (Archäologie), „Treckertruppe“ oder Mofa-Club konnten immer wieder auch jüngere Mitglieder gewonnen werden.
An verschiedenen Stellen im Stadtbild hat der Heimatverein Bronzetafeln mit Erläuterungen zur Geschichte einzelner Gebäude errichten lassen. Auf Initiative des Vereins wurden auch die Standorte der ehemaligen Stadttore durch aufgemauerte Säulen markiert.
Die Geschäftsstelle des Heimatvereins befindet sich im kult Westmünsterland, das aus dem Hamaland-Museum hervorgegangen ist.

## Arbeitskreise und -gruppen
Verschiedene Arbeitskreise und -gruppen widmen sich der Kultur- und Technikgeschichte: Der „Möllenkring“ (Mühlenkreis) kümmert sich um die Wassermühle des Bauernhaus-Museums, insbesondere um die Instandhaltung der historischen Technik. Regelmäßig wird die Wassermühle in Betrieb genommen, um Besuchern den Mahlvorgang am konkreten Beispiel zu erläutern. Die Schmiedegruppe unterhält, ebenfalls im Bauernhaus-Museum, eine eigene Schmiede, um alte Techniken zu demonstrieren. Dazu zählt auch das Seilerhandwerk.
Weitere Arbeitskreise befassen mit der Archäologie des Westmünsterlands, unterstützen Ahnenforscher bei genealogischen Fragen, oder halten die plattdeutsche Sprache durch Themenabende lebendig. Zusätzlich werden regelmäßig Spielenachmittage für Kinder durchgeführt, bei denen „alte Spiele“ im Mittelpunkt stehen, die schon vor Jahrzehnten von Kindern gespielt wurden.
Alte Technik wird zusätzlich von der Treckertruppe (alte landwirtschaftliche Maschinen) und dem Mofa-Club in Betrieb gehalten.

## Schriften im Eigenverlag
Der Heimatverein gibt im Eigenverlag seit 1973 die Schriftenreihe Beiträge des Heimatvereins Vreden zur Landes- und Volkskunde (BHV) heraus, in der jährlich etwa ein bis zwei Bände erscheinen. Insgesamt umfasst die BHV-Schriftenreihe mehr als 100 Bände, von denen einzelne in mehrere Auflagen erschienen sind. Das Themengebiet der Schriftenreihe hat das Westmünsterland („Vredener Lande“) als Schwerpunkt, wobei der angrenzende niederländische Raum regelmäßig einbezogen wird. In den Publikationen wird die Kunst-, Kultur-, Bau- und Wirtschaftsgeschichte der Region betrachtet. Das im Rahmen der Reihe erschienene „Wörterbuch der westmünsterländischen Mundart“ umfasst über 1.000 Seiten und erschließt den Wortschatz dieses westfälischen Dialekts. Es wurde von Elisabeth Piirainen und dem damaligen Vereinsvorsitzenden Wilhelm Elling erarbeitet und stellt das Standardwerk für dieses Themengebiet dar.
Unter den Autoren der BHV-Schriftenreihe finden sich neben Elisabeth Piirainen mit Ralf Banken, Andreas Eiynck, Cornelia Kneppe und Roland Pieper weitere Forscher und Professoren. Viele Bände haben einen wissenschaftlichen Anspruch und wurden von Mitgliedern der Historischen Kommission für Westfalen bzw. vergleichbaren Einrichtungen oder als Dissertation verfasst.
Als Reprint sind im Eigenverlag verschiedene historische Publikationen wieder verfügbar gemacht worden. Weitere Bücher und Bildbände sind außerhalb der BHV-Schriftenreihe im Eigenverlag des Heimatvereins Vreden erschienen. Eine erste Veröffentlichung publizierte der Heimatverein Vreden bereits 1939. Kriegsbedingt konnte die Reihe jedoch nicht fortgesetzt werden. Die Finanzierung der Bücher erfolgt im Wesentlichen durch die Verkaufserlöse.
Anlässlich des 50-jährigen Bestehens der Schriftenreihe wurde am 11. Mai 2023 im kult Westmünsterland die Sonderausstellung „Heimat.Verein.Bücher“ eröffnet.

## Sammlung des Heimatvereins Vreden

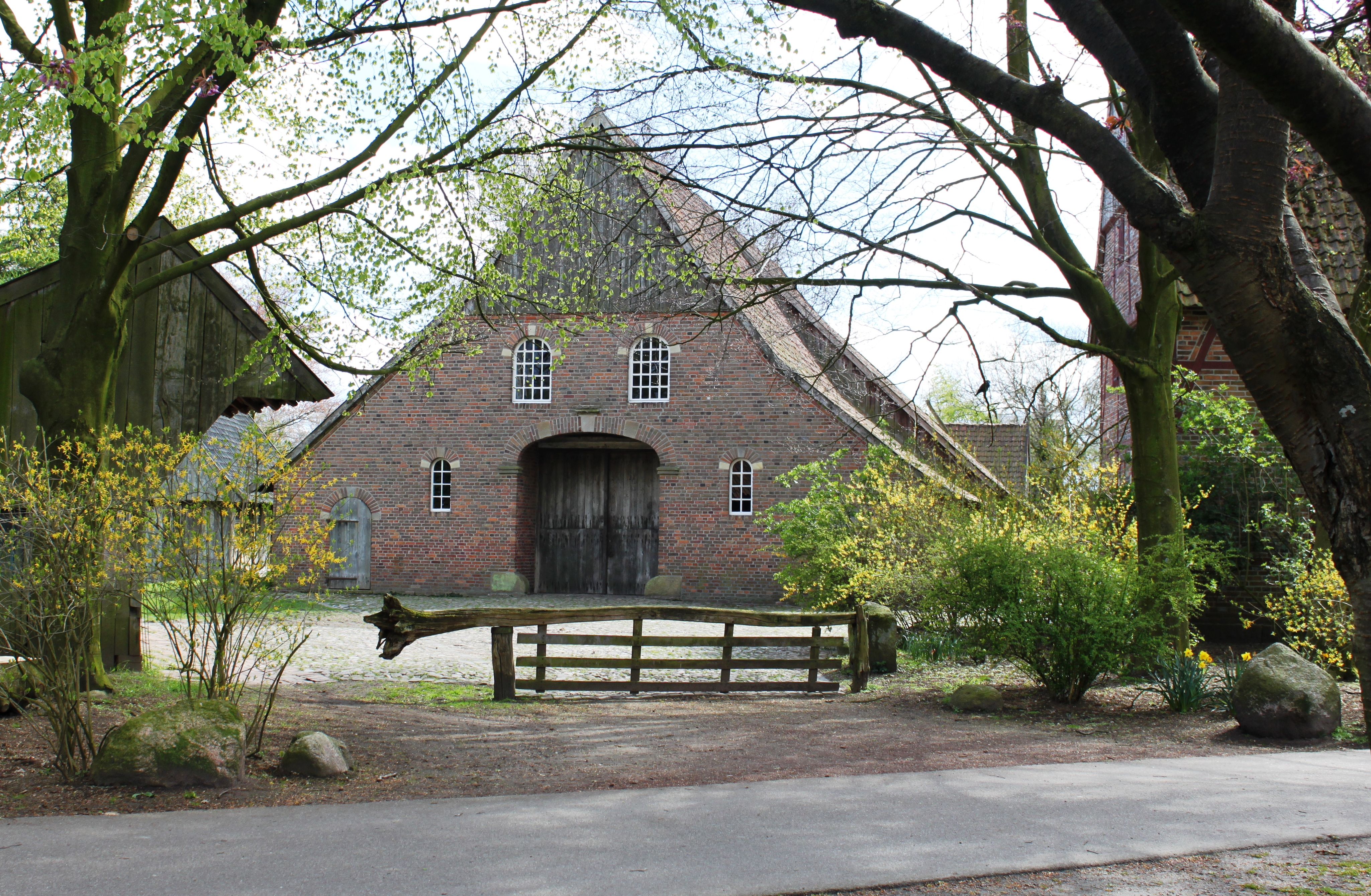
Hof Früchting, Teil des Bauernhaus-Museums

Der Heimatverein Vreden hat im Laufe seines Bestehens eine umfangreiche Sammlung an Objekten zusammengetragen, die für die Kultur- und Wirtschaftsgeschichte des Westmünsterlands typisch sind. Entsprechend der bäuerlichen Tradition der Region sind hierunter viele Gegenstände aus dem landwirtschaftlichen Bereich. Ein erstes Museum eröffnete 1938. Diese Sammlung überstand jedoch den Krieg nicht.
In den Räumlichkeiten des ehemaligen „Gasthauses zum hl. Geist“ wurden ab 1952 erneut Objekte aus der Sammlung der Öffentlichkeit präsentiert. Hieraus entwickelte sich – unter Einbeziehung von Objekten der Pfarrgemeinde St. Georg und später auch des Kreises Ahaus – ab 1959 das Hamaland-Museum, das nach der Gebietsreform in Nordrhein-Westfalen ab 1975 zugleich Kreismuseum des Kreises Borken war. Bereits ab Mitte der 1960er Jahre begann der Heimatverein im Stadtpark von Vreden mit dem Aufbau einer westmünsterländischen Hofanlage, aus der das Bauernhaus-Museum Vreden hervorging.
Das Hamaland-Museum wurde mehrfach erweitert und 2017 in das kult Westmünsterland überführt.
Viele Objekte aus der Sammlung können aus Platzgründen nicht präsentiert werden und sind im Depot eingelagert. Die Sammlung umfasst Gebrauchsgegenstände aus dem bäuerlichen Alltag und Arbeitsmaterialien von Handwerkern. Darüber hinaus hat der Heimatverein über viele Jahre auch Fotos und Dokumente (einschließlich Tonaufnahmen) archiviert.

## Vorsitzende
In der knapp 100-jährigen Geschichte hatte der Heimatverein Vreden bislang lediglich sechs Vorsitzende.
- Wilhelm Böcker (1926–1948)
- Heinrich Pennekamp (1949–1955), Rektor des Gymnasiums Georgianum Vreden
- Heinz-Gerd Pliester (1956–1965), Rechtsanwalt, Notar und Bürgermeister der Stadt Vreden
- Wilhelm Elling (1965–1997), Leiter des Hamaland-Museums und korrespondierendes Mitglied der Kommission Alltagskulturforschung für Westfalen
- Hermann Terhalle (1998–2010), Rektor des Gymnasiums Vreden und ordentliches Mitglied der Historischen Kommission für Westfalen
- Guido Leeck (seit 2010)